# Rezolucja Rady Bezpieczeństwa ONZ nr 1756
Rezolucja Rady Bezpieczeństwa ONZ nr 1756 została przyjęta 15 maja 2007 podczas 5674. posiedzenia Rady.
Najważniejsze postanowienia:
1. Rada przedłuża mandat misji MONUC do 31 grudnia 2007 i wyznacza limit jej liczebności na 17 030 żołnierzy, 760 obserwatorów wojskowych, 391 instruktorów policyjnych i 750 policjantów.
2. Rada zmienia także treść mandatu, dzieląc obszar działania misji na kilka podstawowych dziedzin:
  1. ochrona ludności cywilnej, pracowników niosących pomoc humanitarną oraz personelu i mienia ONZ
  2. bezpieczeństwo terytorialne Demokratycznej Republiki Konga
  3. rozbrojenie i demobilizacja kongijskich oraz zagranicznych grup zbrojnych
  4. reforma sektora obronnego
  5. umacnianie instytucji demokratycznych w Republice
3. Rada upoważnia funkcjonariuszy Misji do użycia wszelkich środków niezbędnych do wykonania tych zadań.
4. Nakazuje rządowi DRK pilne przygotowanie strategii bezpieczeństwa narodowego
5. Żąda, aby rząd wspólnie z MONUC niezwłocznie przywróciły bezpieczeństwo we wschodniej części kraju oraz aby rząd odzyskał kontrolę nad całością kraju.
6. Nakazuje sekretarzowi generalnemu oraz podległym mu dyplomatom koordynowanie działań misji MONUC, ONUB i UNMIS.
7. Nakazuje sekretarzowi generalnemu przygotowanie do 15 listopada 2007 planu stopniowego wycofywania misji MONUC.